# Dasmapura, Hagaribommanahalli
Dasmapura là một làng thuộc tehsil Hagaribommanahalli, huyện Bellary, bang Karnataka, Ấn Độ.